# Super Formula 2013
La stagione 2013 della Super Formula è stata la quarantunesima edizione del più importante campionato giapponese per vetture a ruote scoperte, la prima con la nuova denominazione di Super Formula. La serie si basa su 7 gare, suddivise in sei appuntamenti diversi; è iniziata il 14 aprile e terminata il 10 novembre. La serie è stata vinta dal pilota nipponico Naoki Yamamoto.

## La pre-stagione

### Calendario
Una prima versione provvisoria del calendario è stata pubblicata il 10 agosto 2012. Una modifica del 1º novembre ha cancellato la tappa prevista sul Twin Ring Motegi il 12 maggio. A febbraio la tappa prevista sul Circuito di Yeongam è stata sostituita con una gara su un altro tracciato coreano, l'Inje International Circuit. Successivamente anche questo appuntamento è stato cancellato. La gara fuori classifica, prevista sul tracciato del Fuji, inizialmente programmata per il 17 novembre, è posticipata di una settimana.
| Gara | Nome                     | Circuito                   | Giri                       | Lunghezza                  | Data         |
| ---- | ------------------------ | -------------------------- | -------------------------- | -------------------------- | ------------ |
| 1    | Suzuka 2&4 Race          | Circuito di Suzuka         | 51                         | 51 x 5,807 km = 296,157 km | 14 aprile    |
| 2    | Autopolis Super 2&4 Race | Autopolis                  | 50                         | 50 x 4,674 km = 233,700 km | 2 giugno     |
| 3    |                          | Circuito del Fuji          | 55                         | 55 x 4,563 km = 250,965 km | 14 luglio    |
| 4    | Motegi 2&4 Race          | Twin Ring Motegi           | 52                         | 52 x 4,801 km = 249,652 km | 4 agosto     |
|      |                          | Inje International Circuit | Cancellata                 |                            | 25 agosto    |
| 5    |                          | Sportsland SUGO            | 68                         | 68 x 3,704 km = 251,872 km | 29 settembre |
| 6    |                          | Circuito di Suzuka         | 20                         | 20 x 5,807 km = 116,140 km | 10 novembre  |
| 6    | 28                       | Circuito di Suzuka         | 28 x 5,708 km = 162,596 km |                            | 10 novembre  |

### Gare non valide per il campionato
| Gara | Nome                   | Circuito          | Giri | Lunghezza                  | Data        |
| ---- | ---------------------- | ----------------- | ---- | -------------------------- | ----------- |
| 1    | JAF GP Fuji Sprint Cup | Circuito del Fuji | 22   | 22 x 4,563 km = 100,386 km | 24 novembre |

### Test
Sono previste due sessioni di test. La prima, tra il 4 e 5 marzo sul Circuito di Suzuka, la seconda il 20 e 21 marzo sul Circuito del Fuji.

## Piloti e team
| Team                            | Motore      | No. | Piloti                 | Gare   |
| ------------------------------- | ----------- | --- | ---------------------- | ------ |
| Petronas Team TOM'S             | Toyota RV8K | 1   | Kazuki Nakajima        | Tutte  |
| Petronas Team TOM'S             | Toyota RV8K | 2   | James Rossiter         | 1, 6   |
| Petronas Team TOM'S             | Toyota RV8K | 2   | André Lotterer         | 2-5    |
| Kondō Racing                    | Toyota RV8K | 3   | Hironobu Yasuda        | Tutte  |
| Kygnus Sunoco Team Le Mans      | Toyota RV8K | 7   | Ryo Hirakawa           | Tutte  |
| Kygnus Sunoco Team Le Mans      | Toyota RV8K | 8   | Andrea Caldarelli      | 1, 6   |
| Kygnus Sunoco Team Le Mans      | Toyota RV8K | 8   | Loïc Duval             | 2-5    |
| HP Real Racing                  | Honda HR12E | 10  | Koudai Tsukakoshi      | Tutte  |
| HP Real Racing                  | Honda HR12E | 11  | Yuhki Nakayama         | Tutte  |
| Team Mugen                      | Honda HR12E | 15  | Takuma Satō            | 1, 5-6 |
| Team Mugen                      | Honda HR12E | 15  | Takashi Kobayashi      | 2-4    |
| Team Mugen                      | Honda HR12E | 16  | Naoki Yamamoto         | Tutte  |
| KCMG                            | Toyota RV8K | 18  | Richard Bradley        | Tutte  |
| Lenovo Team Impul               | Toyota RV8K | 19  | João Paulo de Oliveira | Tutte  |
| Lenovo Team Impul               | Toyota RV8K | 20  | Tsugio Matsuda         | Tutte  |
| Nakajima Racing                 | Honda HR12E | 31  | Daisuke Nakajima       | Tutte  |
| Nakajima Racing                 | Honda HR12E | 32  | Takashi Kogure         | Tutte  |
| Project μ/cerumo・INGING        | Toyota RV8K | 38  | Kohei Hirate           | Tutte  |
| Project μ/cerumo・INGING        | Toyota RV8K | 39  | Yuji Kunimoto          | Tutte  |
| Docomo Team Dandelion Racing    | Honda HR12E | 40  | Takuya Izawa           | Tutte  |
| Docomo Team Dandelion Racing    | Honda HR12E | 41  | Hideki Mutoh           | Tutte  |
| Tochigi Le Beausset Motorsports | Toyota RV8K | 62  | Kōki Saga              | Tutte  |

- Tutte le vetture sono Swift FN09, ribattezzate da questa stagione SF13.

## Circuiti e gare
Per la prima volta dal 2004 (quando fu prevista una gara a Sepang) il campionato avrebbe dovuto affrontare una trasferta al di fuori del Giappone; veniva infatti prevista una gara sul tracciato coreano di Inje, sito all'interno dell'Inje Auto Theme Park, a sostituire il Circuito di Yeongam, inizialmente inserito. Successivamente la tappa coreana è stata cancellata in quanto il tracciato non ha ottenuto l'omologazione per ospitare la gara.

## Risultati e classifiche

### Risultati
| Gara | Circuito  | Tempo       | Velocità     | Pole Position   | GPV             | Vincitore       | Vettura      | Team                         |
| ---- | --------- | ----------- | ------------ | --------------- | --------------- | --------------- | ------------ | ---------------------------- |
| 1    | Suzuka    | 1h28'09"169 | 201,58 km/h  | Takuya Izawa    | Takashi Kogure  | Takuya Izawa    | Swift-Honda  | Docomo Team Dandelion Racing |
| 2    | Autopolis | 1h20'50"410 | 173,274 km/h | André Lotterer  | Kazuki Nakajima | André Lotterer  | Swift-Toyota | Petronas Team TOM'S          |
| 3    | Fuji      | 1h27'08"817 | 172,578 km/h | Loïc Duval      | André Lotterer  | André Lotterer  | Swift-Toyota | Petronas Team TOM'S          |
| 4    | Motegi    | 1h24'17"917 | 177,71 km/h  | Kazuki Nakajima | André Lotterer  | Kazuki Nakajima | Swift-Toyota | Petronas Team TOM'S          |
| 5    | Sugo      | 1h37'08"879 | 155,571 km/h | Loïc Duval      | Takashi Kogure  | Loïc Duval      | Swift-Toyota | Team LeMans                  |
| 6    | Suzuka    | 38'52"509   | 179,25 km/h  | Naoki Yamamoto  | Ryō Hirakawa    | Naoki Yamamoto  | Swift-Honda  | Team Mugen                   |
| 6    | Suzuka    | 50'24"755   | 193,52 km/h  | Naoki Yamamoto  | Ryō Hirakawa    | Kazuki Nakajima | Swift-Toyota | Petronas Team TOM'S          |

### Classifica piloti
I punti sono assegnati secondo lo schema seguente:
| Gare 1-5 | 10 | 8 | 6 | 5   | 4 | 3   | 2 | 1   | 1 |
| Gare 6-7 | 8  | 4 | 3 | 2,5 | 2 | 1,5 | 1 | 0,5 | 1 |

- Tre punti bonus sono assegnati a chi vince entrambe le gare nell'ultimo appuntamento stagionale di Suzuka.

| Pos | Pilota                 | S2&4 | AS2&4 | FUJ | M2&4 | SUG | SUZ | SUZ | Punti |
| --- | ---------------------- | ---- | ----- | --- | ---- | --- | --- | --- | ----- |
| 1   | Naoki Yamamoto         | 4    | 3     | 3   | 8    | 3   | 1   | 3   | 37    |
| 2   | André Lotterer         |      | 1     | 1   | 2    | 2   |     |     | 37    |
| 3   | Loïc Duval             |      | 2     | 4   | 3    | 1   |     |     | 31    |
| 4   | Kazuki Nakajima        | 5    | 12    | 8   | 1    | Rit | Rit | 1   | 24    |
| 5   | João Paulo de Oliveira | 6    | 4     | 6   | 4    | Rit | 3   | 17  | 19    |
| 6   | Tsugio Matsuda         | 2    | 5     | 16  | 13   | 5   | 4   | 16  | 18,5  |
| 7   | Takuya Izawa           | 1    | Rit   | 5   | Rit  | Rit | 10  | 9   | 15    |
| 8   | Takashi Kogure         | 3    | Rit   | 14  | 5    | 8   | 15  | 2   | 15    |
| 9   | Kohei Hirate           | 12   | Rit   | 2   | 15   | Rit | 5   | 7   | 11    |
| 10  | Yuji Kunimoto          | 10   | 10    | 7   | 6    | 4   | Rit | 15  | 10    |
| 11  | Ryō Hirakawa           | 8    | 7     | 11  | 7    | Rit | 6   | 4   | 9     |
| 12  | Daisuke Nakajima       | 16   | Rit   | 11  | 10   | 7   | 2   | 11  | 6     |
| 13  | Andrea Caldarelli      | 7    |       |     |      |     | Rit | 5   | 4     |
| 14  | Hironobu Yasuda        | 14   | 9     | 12  | Rit  | 6   | 8   | 13  | 3,5   |
| 15  | Koudai Tsukakoshi      | 9    | 6     | 9   | 9    | Rit | Rit | Rit | 3     |
| 16  | James Rossiter         | 11   |       |     |      |     | 7   | 6   | 2,5   |
| 17  | Yuhki Nakayama         | 18   | 8     | Rit | 11   | Rit | 11  | 12  | 1     |
| 18  | Takuma Satō            | 15   |       |     |      | 11  | 9   | 8   | 0,5   |
| 19  | Kōki Saga              | 17   | 11    | Rit | 16   | 9   | 14  | 14  | 0     |
| 20  | Hideki Mutoh           | 13   | Rit   | 13  | 12   | 10  | 12  | 10  | 0     |
| 21  | Richard Bradley        | 19   | Rit   | Rit | 14   | Ret | 13  | 18  | 0     |
| 22  | Takashi Kobayashi      |      | Rit   | 15  | 17   |     |     |     | 0     |
| Pos | Pilota                 | S2&4 | AS2&4 | FUJ | M2&4 | SUG | SUZ | SUZ | Punti |

| Colore  | Risultato             |
| ------- | --------------------- |
| Oro     | Vincitore             |
| Argento | 2º posto              |
| Bronzo  | 3º posto              |
| Verde   | Finito a punti        |
| Blu     | Finito senza punti    |
| Viola   | Ritirato (Rit)        |
| Viola   | Non classificato (NC) |
| Rosso   | Non qualificato (NQ)  |
| Nero    | Squalificato (SQ)     |
| Bianco  | Non partito (NP)      |
| Bianco  | Non ha gareggiato     |
| Bianco  | Infortunato (INF)     |
| Bianco  | Escluso (ES)          |
| Bianco  | Gara cancellata (C)   |

### Classifica scuderie
| Pos | Team                            | Nr. | S2&4 | AS2&4 | FUJ | M2&4 | SUG | SUZ | SUZ | Punti |
| --- | ------------------------------- | --- | ---- | ----- | --- | ---- | --- | --- | --- | ----- |
| 1   | Petronas Team TOM'S             | 1   | 5    | 12    | 8   | 1    | 2   | Rit | 1   | 58,5  |
| 1   | Petronas Team TOM'S             | 2   | 11   | 1     | 1   | 2    | Rit | 7   | 6   | 58,5  |
| 2   | Kygnus Sunoco Team LeMans       | 7   | 8    | 7     | 11  | 7    | Rit | 6   | 4   | 42    |
| 2   | Kygnus Sunoco Team LeMans       | 8   | 7    | 2     | 4   | 3    | 1   | Rit | 5   | 42    |
| 3   | Team Impul                      | 19  | 6    | 4     | 6   | 4    | Rit | 3   | 17  | 37,5  |
| 3   | Team Impul                      | 20  | 2    | 5     | 16  | 13   | 5   | 4   | 16  | 37,5  |
| 4   | Team Mugen                      | 15  | 15   | Rit   | 15  | 17   | 11  | 9   | 8   | 32,5  |
| 4   | Team Mugen                      | 16  | 4    | 3     | 3   | 8    | 3   | 1   | 3   | 32,5  |
| 5   | P.mu/cerumo・INGING             | 38  | 12   | Rit   | 2   | 15   | Rit | 5   | 7   | 21    |
| 5   | P.mu/cerumo・INGING             | 39  | 10   | 10    | 7   | 6    | 4   | Ret | 15  | 21    |
| 6   | Nakajima Racing                 | 31  | 16   | Rit   | 11  | 10   | 7   | 2   | 11  | 21    |
| 6   | Nakajima Racing                 | 32  | 3    | Rit   | 14  | 5    | 8   | Rit | 2   | 21    |
| 7   | Docomo Team Dandelion Racing    | 40  | 1    | Rit   | 6   | Rit  | Rit | 10  | 9   | 13    |
| 7   | Docomo Team Dandelion Racing    | 41  | 13   | Rit   | 13  | 12   | 10  | 12  | 10  | 13    |
| 8   | HP Real Racing                  | 10  | 9    | 6     | 9   | 9    | Rit | Rit | Rit | 4     |
| 8   | HP Real Racing                  | 11  | 18   | 8     | Rit | 11   | Rit | 11  | 12  | 4     |
| 9   | Kondō Racing                    | 3   | 14   | 9     | 12  | Rit  | 6   | 8   | 13  | 3,5   |
|     | Tochigi Le Beausset Motorsports | 62  | 17   | 11    | Rit | 16   | 9   | 14  | 14  | 0     |
|     | KCMG                            | 18  | 19   | Rit   | Rit | 14   | Rit | 13  | 18  | 0     |
| Pos | Team                            | Nr. | S2&4 | AS2&4 | FUJ | M2&4 | SUG | SUZ | SUZ | Punti |

| Colore  | Risultato             |
| ------- | --------------------- |
| Oro     | Vincitore             |
| Argento | 2º posto              |
| Bronzo  | 3º posto              |
| Verde   | Finito a punti        |
| Blu     | Finito senza punti    |
| Viola   | Ritirato (Rit)        |
| Viola   | Non classificato (NC) |
| Rosso   | Non qualificato (NQ)  |
| Nero    | Squalificato (SQ)     |
| Bianco  | Non partito (NP)      |
| Bianco  | Non ha gareggiato     |
| Bianco  | Infortunato (INF)     |
| Bianco  | Escluso (ES)          |
| Bianco  | Gara cancellata (C)   |

## Gara non valida per il campionato
| Gara | Circuito | Tempo     | Velocità     | Pole Position | GPV          | Vincitore     | Vettura      | Team                |
| ---- | -------- | --------- | ------------ | ------------- | ------------ | ------------- | ------------ | ------------------- |
| 1    | Fuji     | 31'27"103 | 190,925 km/h | Yuji Kunimoto | Takuya Izawa | Yuji Kunimoto | Swift-Toyota | P.mu/cerumo・INGING |